# Departamento de Polícia Legislativa
A Polícia Legislativa Federal do Brasil (PLF) é gênero cujo uma das suas espécies é representada pelo Departamento de Polícia Legislativa Federal (DEPOL), instituição policial brasileira, subordinada à Câmara dos Deputados, que, de acordo com a Constituição de 1988, exerce as funções de polícia judiciária e de polícia ostensiva da Câmara baixa do Poder Legislativo da União.
Nesse sentido, a PLF DEPOL atua na segurança pública institucional para a preservação da ordem pública e da incolumidade das pessoas, bem como na proteção dos bens, serviços e interesses da Câmara dos Deputados. A Polícia Legislativa Federal é integrante do Sistema Único de Segurança Pública, consoante previsão no Art. 9º, § 2º, XVII, da Lei nº 13.675, de 2018, e é regulamentada pela Resolução nº 18, de 2003, da Câmara dos Deputados, a qual ostenta força de lei ordinária federal.
A sede da PLF fica situada em Brasília, no Distrito Federal.
Atualmente, o diretor da PLF DEPOL é o Policial Legislativo Federal Paul Deeter.

## História

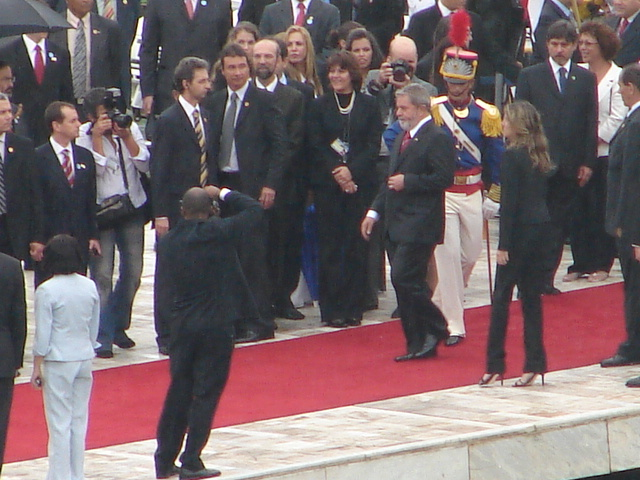
Policiais Legislativos Federais em posse presidencial

Existem divergentes opiniões sobre a origem remota da Polícia Legislativa Federal. A vertente histórica está presente nos defensores das origens da PLF com a instituição da Constituição de 1824, por D. João VI, a qual, em seu artigo 21, previa as polícias das Casas Legislativas.
A supramencionada previsão constitucional das polícias das Casas Legislativas foi replicada em todas as constituições vindouras (1891, 1934, 1937, 1946, 1967 e 1988), sendo que o texto atual, contido na Magna Carta de 1988, as prevê nos seguintes dispositivos: § 3º do art. 27 (polícias legislativas estaduais), no inciso IV do caput do art. 51 (Polícia Legislativa Federal da Câmara dos Deputados) e no inciso XIII do caput do art. 52 (Polícia Legislativa Federal do Senado Federal).
Vale registrar que com o advento da lei nº 4.878, de 3 dezembro de 1965, criou-se o estatuto dos policiais civis da União e do Distrito Federal, que sofreu diversas alterações ao longo dos anos e é aplicável naquilo que não colide com o normativo próprio da PLF. A despeito dessas alterações, inclusive por meio de revogações tácitas, o estatuto mantém, ainda hoje, importantes aspectos originários.
Até o ano de 2003, a Polícia Legislativa Federal da Câmara dos Deputados era organizada na forma de Coordenação de Segurança, a qual foi aprimorada naquele ano, ganhando status de Departamento e, posteriormente, em 2023, sofreu novas atualizações a fim de mitigar as necessidades imediatas da PLF. Apesar dos avanços conquistados, a PLF ainda carece de uma melhor estruturação administrativa, bem como mais recursos humanos e recursos materiais, necessidades que foram percebidas após a tentativa de invasão ao Congresso Nacional e às demais sedes dos Poderes da União em 8 de janeiro de 2023.

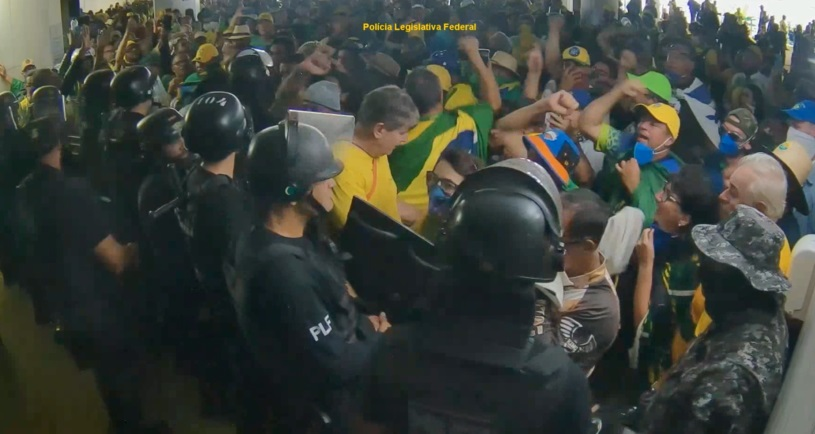
Policiais Legislativos Federais em confronto no dia 8 de janeiro de 2023

Nesse sentido, vale lembrar que a PLF da Câmara dos Deputados, somente no século 21, sofreu, até o momento, mais de duas dezenas de sérios embates, os quais incluem tentativa de invasão ou de depredação do patrimônio público, como, por exemplo, eventos violentos com determinados grupos indígenas, grupos policiais, movimento sem terra, movimento intervencionista e etc.

## Atribuições
A Polícia Legislativa Federal possui amplas atribuições, tanto de polícia administrativa, quanto de polícia judiciária e de polícia ostensiva. As atribuições do DEPOL são definidas não só na Constituição, mas sobretudo em difusa legislação infraconstitucional, em especial, em resoluções e no Regimento Interno da Câmara dos Deputados, os quais detém força de lei ordinária federal. De acordo com o artigo 3º, da Resolução nº 18, de 2003, da Câmara dos Deputados, são atribuições do Departamento de Polícia Legislativa Federal:
1. a segurança do Presidente da Câmara dos Deputados, em qualquer localidade do território nacional e no exterior;
2. a segurança dos Deputados Federais, servidores e autoridades, nas dependências sob a responsabilidade da Câmara dos Deputados;
3. a segurança dos Deputados Federais, servidores e quaisquer pessoas que eventualmente estiverem a serviço da Câmara dos Deputados, em qualquer localidade do território nacional e no exterior, quando determinado pelo Presidente da Câmara dos Deputados;
4. o policiamento nas dependências da Câmara dos Deputados, nas áreas sob sua responsabilidade e nas áreas circunvizinhas;
5. o apoio às Comissões Parlamentares de Inquérito e aos demais órgãos da Casa, relacionado às atividades de polícia, de segurança e de inteligência da Câmara dos Deputados;
6. a revista, a busca e apreensão;
7. as de registro e de administração inerentes à Polícia;
8. a investigação e a formação de inquérito;
9. a apuração de infrações penais praticadas em detrimento de bens, de serviços e de interesses da Câmara dos Deputados ou cometidas nos locais sob sua responsabilidade;
10. as atividades de inteligência e contrainteligência;
11. o assessoramento técnico-operacional à Mesa Diretora nos assuntos referentes à polícia, à segurança e à inteligência da Câmara dos Deputados.

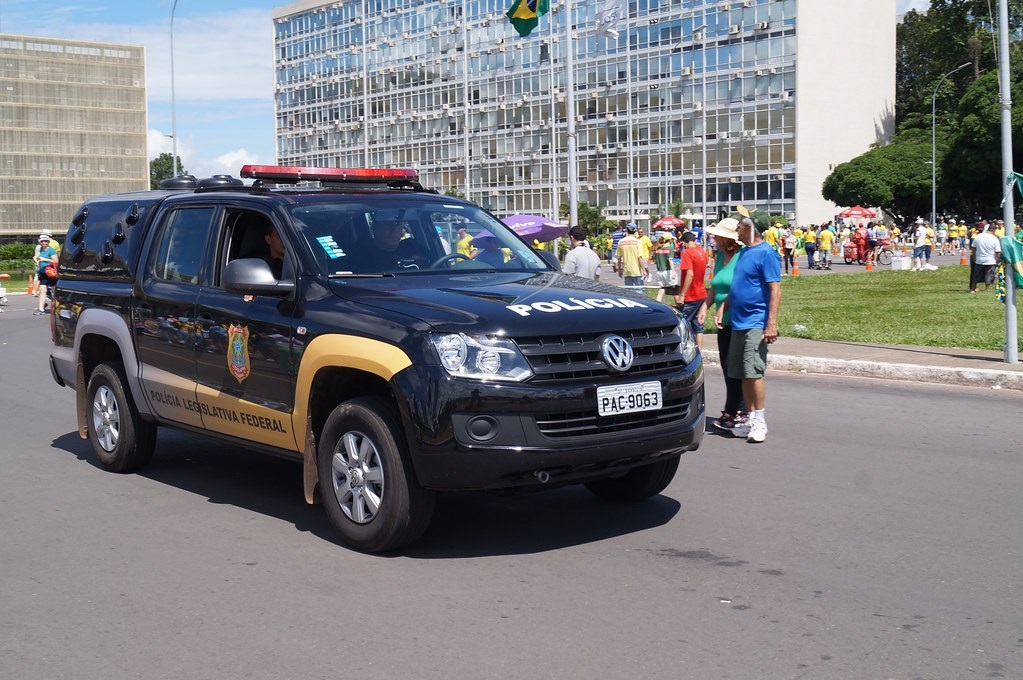
Ronda ostensiva de viatura da Polícia Legislativa Federal em dia de manifestação pacífica

É comum considerar-se, erroneamente, que a Polícia Legislativa Federal seja estritamente uma polícia ostensiva. Diferentemente das polícias estaduais civis e militares, que possuem atribuições exclusivamente judiciárias (Polícia Civil) ou ostensivas (Polícia Militar), a Polícia Legislativa Federal detém o chamado ciclo completo de polícia . Isto significa que a PLF tem atribuições tanto de polícia ostensiva quanto investigativa, além de defesa civil e de polícia administrativa. Tal como a maioria das polícias de países desenvolvidos, a PLF exerce as funções preventiva, investigativa e repressiva nos assuntos de sua competência. Alguns exemplos de policiamento ostensivo realizado pela Polícia Legislativa Federal são relacionadas ao policiamento ostensivo no interior e nas adjacências das instalações sob responsabilidade do Congresso Nacional. Outra função de polícia preventiva também prestada pela PLF, é a segurança pessoal dos chefes de estado estrangeiros em visita ao Congresso Nacional ou instalações sob sua responsabilidade, bem como do Presidente da Câmara dos Deputados e do Presidente do Senado Federal em seus deslocamentos em qualquer local do mundo.

### Operações
Após 2003, houve uma intensificação dos trabalhos do Departamento de Polícia Legislativa Federal a partir de uma reestruturação iniciada pela Mesa Diretora da Câmara, o que desencadeou uma onda de operações a fim de evitar fraudes envolvendo desvios em pensões civis e do plano de previdência dos parlamentares, bem como uma série de investigações de criminosos especializados em fraudes eletrônicas na internet e em cartões de débito e crédito, além diligências para combater ameaças a diferentes autoridades a fim de que possam expressar suas opiniões e votos com a livre convicção necessária.
Em uma das operações mais difundidas ao longo de 2018, a PLF deflagrou investigação para coibir o desvio da monta aproximada de R$5.000.000,00 (cinco milhões de reais) do plano de previdência parlamentar por um servidor da própria Casa.
Vale registrar também o combate as fraudes em pensões civis, as quais geraram economia estimada superior a R$ 500.000.000,00 (quinhentos milhões de reais) aos cofres públicos, quando considerado o valor do benefício fraudado e a expectativa de vida do indivíduo fraudador.
No mesmo sentido, merecem destaque as diversas operações para combater invasão aos dispositivos eletrônicos utilizados por parlamentares e por funcionários da própria Casa, para investigar casos de ameaças a parlamentares e a colaboradores, além de diligenciar em ocorrências rotineiras, como, por exemplo, roubos, furtos, importunação, estelionato, falsidade ideológica, falsa identidade, desacato, crimes contra a honra e perturbação do trabalho e sossego.

## Carreira
A Carreira da Polícia Legislativa Federal da Câmara dos Deputados é composta pelo cargo de Policial Legislativo Federal, o qual é acessível mediante aprovação em concurso público e tem como requisitos: graduação em nível superior (qualquer área), aprovação em curso de formação, boa saúde física e mental, idoneidade moral e bons antecedentes, carteira de habilitação de categoria B e aprovação em exame psicotécnico.

## Prerrogativas
São algumas das prerrogativas dos Policiais Legislativos Federais:
- ter ingresso e trânsito, com franco acesso, em qualquer recinto público ou privado, desde que em serviço, reservado o direito constitucional da inviolabilidade de domicílio;
- uso privativo do emblema e de uniformes operacionais ou de quaisquer outros símbolos da instituição;
- ocupar função de chefia ou de direção e assessoramento superior correspondente ao cargo e à classe;
- atuar sem revelar sua condição de policial, no interesse do serviço;
- cumprir prisão cautelar ou definitiva em dependência separada, isolado dos demais presos;
- prioridade nos serviços de transporte e comunicação, públicos ou privados, quando em serviço, obrigadas as autoridades a prestar-lhes o apoio necessário ao desempenho de suas funções;
- porte de arma nacional[24];
- carteira de identificação válida como identidade civil para todos os efeitos[25].

## Estrutura do Departamento de Polícia Legislativa Federal da Câmara dos Deputados - DEPOL[2]

### Coordenação de Segurança Orgânica - COSEO
A Coordenação de Segurança Orgânica, em suma, coordena e executa as atividades de policiamento ostensivo em todas as dependências sob responsabilidade da Câmara dos Deputados e nas suas adjacências.

### Coordenação de Polícia Judiciária - COPJU
À Coordenação de Polícia Judiciária, compete, em suma, desenvolver todos os atos inerentes à instrução dos inquéritos policiais, ocorrências policiais e termos circunstanciados instaurados no Departamento de Polícia Legislativa Federal da Câmara dos Deputados quando da prática de delitos de sua competência (delitos cometidos em detrimentos de bens, serviços e interesses da Câmara dos Deputados, ou, com exclusividade, quando ocorridos nas dependências sob responsabilidade da Casa), além de realizar perícias administrativas e sindicâncias.

### Coordenação de Operações Especiais - COESP
A Coordenação de Operações Especiais tem sob sua responsabilidade, em suma, a coordenação e a execução da segurança do Presidente da Câmara dos Deputados, em qualquer localidade do território nacional e do exterior, bem como dos demais parlamentares, servidores e eventuais colaboradores da Câmara dos Deputados, incluindo testemunhas das Comissões Parlamentares de Inquérito, quando assim determinado.

### Coordenação de Apoio Logístico - COLOG
À Coordenação de Apoio Logístico compete, em suma, elaborar estudos de prevenção e primeiro combate contra incêndios, gerenciar a brigada voluntária, cadastrar e controlar os veículos que utilizam os estacionamentos da Câmara dos Deputados, emitir e controlar a identificação funcional, controlar o estoque de equipamentos, armas e munições, além de manter, em perfeitas condições de funcionamento e uso, todos os equipamentos do Departamento de Polícia Legislativa Federal da Câmara dos Deputados.